# Picokijada – Legenda o picokima
Picokijada je tradicionalna kulturno-turistička manifestacija koja se održava od 1968. godine krajem lipnja u podravskom mjestu Đurđevcu kao spomen na legendarnu obranu Đurđevčana od napada Turaka pod nazivom "Legenda o Picokima".
Scensko oživljavanje legende o picokima jedinstvena je scenska priredba i osobit vizualno-zvučni doživljaj.
U tri dana trajanja ovdje se tka vez izvorne narodne kulture i umijeća u likovnom izrazu, pisanoj riječi, podravskom melosu u zanatsko-obrtničkom iskazu, folkloristici i pučkim običajima.
Središnja priredba je jedinstveno scensko uprizorenje Legende o picokima kojom se i danas Đurđevčani prisjećaju svoje junačke slobodarske prošlosti.
Prema scenariju radnja je smještena u vrijeme napada turske vojske na đurđevačku utvrdu. Kako je Ulama-beg naišao na neočekivani otpor i vojnički nije uspio poraziti đurđevačke branitelje, odlučio se na dugotrajnu opsadu, s ciljem izgladnjivanja vojske i skonjenog pučanstva. Možda bi u tome i uspio da nije bilo mudrosti i lukavosti Đurđevčana.
Legenda kaže da je u okruženoj utvrdi hrane doista nestalo. Ostao je samo jedan mali pijetao (u đurđevačkom govoru pevčec, picek, picok). Ovaj preostali "zalogaj" nije dakako mogao nahraniti ljude. U takvoj gotovo bezizlaznoj situaciji, jedna starica predlaže kapetanu grada da se pjetlić stavi u top i ispali u turski tabor, što je i učinjeno.
Misleći da u utvrdi ima još toliko hrane da se njome oni iz grada mogu i razbacivati i na taj način izrugivati, Ulama-beg odustaje od opsade i napušta bojište. Kao neku vrstu kletve, Ulama-beg Đurđevčane naziva "Picokima". Tako i završava ova scenska igra:
"A vi tamo, pernati junaci, što picekima bojeve bijete, ime PICOKA dovijeka nosili! PICOKIMA vas djeca zvala, a unuci vaši ostat će PICOKI!"
Scenski prikaz Legende o Picokima, pučka lipanjska kazališna igra na otvorenom, na mjestu gdje se i stvarno dogodila legenda, sa stotinama statista, kulturnih amatera, konjanika, te raskošnom pirotehnikom, zvučnim i svjetlosnim efektima, pod preventivnom je zaštitom Ministarstva kulture RH kao prvo nematerijalno kulturno dobro RH i godinama je najveća turistička atrakcija Podravine.
Legenda govori o hrabrosti i domišljatosti Đurđevčana ponosnih na svoju povijest, na svoj nadimak i svojeg pijetla koji je danas najzastupljenije heraldičko obilježje ovog kraja.

## Poveznice
- Đurđevac
- Đurđevački stari grad
- Crkva sv. Jurja
- Đurđevečki peski
- Park-šuma "Borik"